# Дорошенко, Галина Степановна
Галина Степановна Дорошенко (род. 15 сентября 1947 года, станица Новотитаровская, Динской район, Краснодарский край — 3 октября 2020) — государственный и политический деятель. Депутат Государственной Думы четвёртого созыва, член фракции «Единая Россия», первый заместитель председателя Комитета Государственной Думы по делам национальностей.

## Биография
Завершила обучение и получила диплом о высшем образовании Краснодарского политехнического института в 1970 году. Позже защитила кандидатскую диссертацию по экономике — кандидат экономических наук.
В 1970 году трудоустроилась и работала инженером на предприятиях пищевой промышленности города Краснодара.
С 1977 по 1983 годы трудилась в должности заведующей отделом, заместителем директора Северокавказского филиала «РОСЦНОТпищепрома» (Российский центр научной организации труда в пищевой промышленности).
В 1983 году стала руководителем курсов повышения квалификации Министерства пищевой промышленности РСФСР (г. Краснодар).
С 1985 по 1988 годы была назначена и работала заместителем председателя исполкома Октябрьского районного Совета народных депутатов города Краснодара.
В 1988 году стала начальником отдела координации Главного планово-экономического управления исполкома Краснодарского краевого Совета народных депутатов.
С 1991 по 2001 годы — генеральный директор Департамента по социальной защите населения Администрации Краснодарского края. С 2001 по 2003 годы работала в должности заместителя главы Администрации Краснодарского края по вопросам образования, культуры, здравоохранения, социальной защиты.
В 2003 году на выборах депутатов Государственной Думы четвёртого созыва избрана депутатом по Каневскому одномандатному избирательному округу № 42. В Государственной Думе занимала пост первого зампреда Комитета по делам национальностей. В декабре 2007 года полномочия завершены.
С 2008 года по 2013 год работала в должности Уполномоченного по правам ребенка в Краснодарском крае.
3 октября 2020 года скончалась в результате продолжительной болезни.
Была замужем, воспитала сына.

## Награды
Награждена:
- медалью ордена «За заслуги перед Отечеством» II степени,
- медалью «За выдающийся вклад в развитие Кубани» 1-й степени.
- медалью «За заслуги в проведении Всероссийской переписи населения».

имеет почетные грамоты министерств РФ, лауреат национальной премии общественного признания достижений женщин России «Олимпия».